# Karl Wechselberger
Karl Wechselberger (* 3. Dezember 1970 in Innsbruck, Österreich) ist ein Südtiroler Springreiter. 

## Leben und Wirken
Karl Wechselberger, der aus einer alteingesessenen Familie in der Südtiroler Stadt Sterzing stammt, begann bereits im Alter von sieben Jahren mit dem Reiten, im Alter von 16 startete er seine Springreiterkarriere mit dem Gewinn der Regionalmeisterschaften. 1988 nahm er zum ersten Mal an einem internationalen Großen Preis teil, 1992 wurde der Springreiter zum ersten Mal ins italienische Nationalteam einberufen.
Seinen ersten großen internationalen Erfolg erzielte Wechselberger 2002 beim Weltcup in Moskau, bei dem er Platz fünf belegte. Im 2005 erreichte er mit der italienischen Nationalmannschaft den Sieg im Nationenpreis im norwegischen Drammen mit Quifilio und im 2006 holte der den Großen Preis von Sofia mit Replay. 
Neben seiner Karriere als Springreiter arbeitet er als Reittrainer.
2019 wurde er wegen sexuellen Missbrauchs zu einer Haftstrafe verurteilt.

## Erfolge
- Sieg im Nationenpreis von Drammen (2005)
- Sieg im Großen Preis von Sofia (2006)
- Sieg im Großen Preis von Wiesen/Südtirol (2004, 2006, 2007)
- Sieg im Nationenpreis von Bulgarien (2006)
- Sieg im Finale von Prag (2005)
- Sieg im Großen Preis von Bologna (2004)
- Sieg im Großen Preis von Predazzo (2004)
- Sieg bei der internationalen Prüfung Athen (2004)
- 2. Platz beim Internationalen Springen CSI*** Vimeiro (2007)
- 2. Platz Weltcupspringen Oslo (2004)